# Rue McClanahan
Rue McClanahan, född Eddi-Rue McClanahan den 21 februari 1934 i Healdton, Oklahoma, död 3 juni 2010 i New York, var en amerikansk Emmy-vinnande skådespelerska, bäst känd för sin roll jämte Beatrice Arthur i TV-serierna Maude och Pantertanter.

## Biografi
McClanahan föddes den 21 februari 1934 i Healdton, Oklahoma till föräldrarna William Edwin och Rhuea Nell McClanahan. Hon studerade på University of Tulsa och tog en examen i teaterkonst och tyska. Hon gifte sig sex gånger och skrev en självbiografi år 2007 med titeln My First Five Husbands... and the Ones Who Got Away.
År 1997 diagnostiserades hon med bröstcancer, men hade inget återfall av det efter 1998. McClanahan avled den 3 juni 2010 till följd av en hjärnblödning och en massiv stroke, detta drygt ett halvår efter en tidigare mindre stroke till följd av en kranskärlsoperation i november året innan.